# Kirchenkreis an Lahn und Dill
Der Evangelische Kirchenkreis an Lahn und Dill ist einer der 37 Kirchenkreise der Evangelischen Kirche im Rheinland (EKiR). Er entstand 2019 durch einen Zusammenschluss der Kirchenkreise Wetzlar und Braunfels. Der Kirchenkreis bildet eine Exklave der Rheinischen Kirche auf hessischem Gebiet. Ende Dezember 2023 hatte der Kirchenkreis 63.700 Mitglieder ofer 40,3 % der Gesamtbevölkerung. Superintendent des Kirchenkreises ist seit November 2020 Hartmut Sitzler (Kröffelbach).

## Geschichte
In und um Wetzlar und Braunfels vollzog sich die Reformation im zweiten Viertel des 16. Jahrhunderts in mehreren Schritten und in den Gebieten auf unterschiedliche Art und Weise. In Wetzlar wurde nach ersten evangelischen Anfängen ab 1524 die Reformation 1542 eingeführt; das Marienstift blieb jedoch katholisch. Der Wetzlarer Dom wurde seit Ende des 16. Jahrhunderts als Simultankirche genutzt. 1586 erhielten wallonische Glaubensflüchtlinge das Privileg, im Ostteil der Franziskanerkirche reformierte Gottesdienste abzuhalten. Am 3. Januar 1549 protestierten neun solmische Pfarrer an den Wetzlarer Erzpriester gegen das Augsburger Interim von 1547/1548, das zwischen Katholiken und Protestanten vermitteln sollte. In Solms-Braunfels wurde unter Graf Konrad am 7. September 1582 auf der Hungener Synode die „Nachreformation“ beschlossen. Die Solmser Pfarrer nahmen nun auch offiziell das reformierte Bekenntnis an, das schon während der Koregentschaft von Konrad zunehmend die kirchliche Praxis geprägt hatte. So wurden der Heidelberger Katechismus und eine presbyterial-synodale Ordnung eingeführt. Der Predigt als zentralem Element des Gottesdienstes entsprachen eine schlichte Liturgie und Kirchenausstattung.
Während des Dreißigjährigen Kriegs wurden 1626 die evangelischen Pfarrer und Lehrer abgesetzt, von den spanischen Soldaten vertrieben und durch katholische ersetzt. Erst 1632 gewannen die schwedischen Truppen die Oberhand und ermöglichten die Rückkehr zum evangelischen Glauben. Wilhelm Moritz Graf zu Solms-Greifenstein siedelte 1685 in Daubhausen etwa 190 hugenottische Glaubensflüchtlinge an. Ihnen wurden die bestehenden Häuser und Ländereien zugewiesen, während 17 einheimische Familien umgesiedelt wurden und Abfindungen erhielten. Für weitere Hugenotten ließ er 1690/1691 das Filialdorf Greifenthal anlegen.
Infolge des Wiener Kongresses entstanden 1816 die beiden preußischen Kreise Wetzlar und Braunfels. Den kommunalen Kreisen entsprachen die beiden Kirchenkreise, die zur Rheinischen Provinzialkirche gehörten. Braunfels wurde aus Solms-Braunfels und Solms-Hohensolms gebildet. In den alten Inspektionen Braunfels und Greifenstein war bis auf Münchholzhausen der Heidelberger Katechismus in Geltung, während die Inspektion Hohensolms lutherisch war. Zur lutherischen Reichsstadt Wetzlar kam die Herrschaft Cleeberg und Teile von Nassau-Weilburg. 1817 wurden die beiden Superintendenten gewählt und vom preußischen König Friedrich Wilhelm III. bestätigt. Das „Amtsblatt der Königlichen Regierung von Coblenz“ vom 25. Januar 1818 regelte die Zugehörigkeit der Synode Wetzlar und des benachbarten Kirchenkreises Braunfels mit allen Pfarreien zum Bezirk des „Königlichen Konsistoriums des Großherzogthums Niederrhein“. Bereits 1822 ging der Kreis Braunfels in den benachbarten Kreis Wetzlar auf. Die beiden Kirchenkreise blieben aber bestehen. Die konfessionellen Unterschiede des lutherischen Kirchenkreises Wetzlar und des reformierten Kirchenkreises Braunfels wurden durch die 1817 angestoßene, aber meist erst in den 1830er Jahren eingeführte preußische Kirchenunion abgeschwächt, auch wenn viele Kirchengemeinden ihre Prägung bis heute bewahrten. Durch die Einführung der Rheinisch-Westfälischen Kirchenordnung von 1835 in der Rheinprovinz erhielten die Kreissynoden eine stärker presbyterial-synodale Prägung.
Die beiden Kreissynoden widerstanden mehreren Versuchen einer Angliederung an den Konsistorialbezirk Wiesbaden. 1919 beschlossen sie einstimmig einen Verbleib bei der Rheinprovinz. Als das Gebiet 1932 dann tatsächlich von der preußischen Rheinprovinz getrennt und der Provinz Hessen-Nassau zugeschlagen wurde, machten die beiden Kirchenkreise diese Entwicklung nicht mit und verblieben bei der Rheinischen Kirche. Zahlreiche Braunfelser Pfarrer und Presbyterien schlossen sich in den 1930er Jahren der Bekennenden Kirche des Rheinlands an und bildeten eine Pfarrerbruderschaft. Sie setzten sich für Juden ein, leisteten 1938 keinen Treueeid auf den Führer und predigten gegen die Novemberpogrome. Zu ihnen gehörten Friedrich Winter aus Kölschhausen und Johannes Koch in Griedelbach. Im Kirchenkreis Wetzlar schloss sich Paul Schneider 1934 der Bekennenden Kirche an.
Parallel zur Gebietsreform in Hessen ab den 1970er Jahren kam es zu ersten Fusionen von Kirchengemeinden und zu Veränderungen der Kirchspiele und der pfarramtlichen Verbindungen. Nach jahrelangen Vorbereitungen wurde in mehreren Schritten eine Zusammenlegung der Kirchenkreise Braunfels und Wetzlar ab 2015 beschlossen. Nach der Kirchenkreis-Fusion zum 1. Januar 2019 wechselte der bisherige Kreissynodalvorstand zunächst in den kommissarischen Status des „Bevollmächtigten-Ausschusses“, bis 2020 der Superintendent und der Kreissynodalvorstand des neuen Kirchenkreises gewählt wurden.

## Gebiet
Das Gebiet des Kirchenkreises ist weitgehend identisch mit den Grenzen der preußischen Kreise Wetzlar und Braunfels von 1816. Er wird heute von Gemeinden der Evangelischen Kirche in Hessen und Nassau fast vollständig umgeben. Nur im Nordosten grenzt das Gebiet an die Evangelische Kirche von Kurhessen-Waldeck.
Im Einzelnen sind die politische und kirchliche Zugehörigkeit nicht immer deckungsgleich. Die Wetzlarer Ortsteile Blasbach, Nauborn, Niedergirmes und Steindorf gehörten zum Kirchenkreis Braunfels. Münchholzhausen wechselte 1977 von dort in den Kirchenkreis Wetzlar. Im Nordosten gehören die Gemeinden Salzböden/Odenhausen und die 2021 gebildete Großgemeinde Krofdorf-Gleiberg/Launsbach/Wißmar politisch zum Landkreis Gießen, ebenso im Osten Lützellinden, ein Stadtteil von Gießen, und im Südosten Niederkleen/Dornholzhausen. Während Oberkleen zur politischen Gemeinde Langgöns (Landkreis Gießen) gehört, ist das seit 1963 pfarramtlich verbundene Ebersgöns ein Ortsteil von Butzbach im Wetteraukreis. Alle anderen Kirchengemeinden liegen im Lahn-Dill-Kreis. Der nördlichste Ort des Kirchenkreises wird im Norden durch Ahrdt (in Hohenahr) markiert, im Osten durch Odenhausen (in Lollar), im Westen durch Holzhausen (Greifenstein) und im Süden durch Kröffelbach (Waldsolms).

## Mitgliederstatistik
Anfang 2021 gehörten 69.700 (45,1 %) der 154.400 Einwohner zum Evangelischen Kirchenkreis an Lahn und Dill. Das ist gegenüber 1987 ein Rückgang um 22,0 % und wird von den 37 Kirchenkreisen der Rheinischen Kirche nur noch von Wuppertal (24,6 %) übertroffen. Der durchschnittliche Rückgang in der EKiR liegt bei fast 10 %. Die Anzahl der Mitglieder lag Ende 2022 um 2110 niedriger als im Vorjahr.
Der Kirchenkreis umfasste 2019 47 Kirchengemeinden. Durch Fusionen reduzierte sich die Anzahl der Kirchengemeinden auf 36 Kirchengemeinden zum 1. Januar 2025. Im Jahr 2020 hatte der Kirchenkreis 37,75 Pfarrstellen mit insgesamt 46 Theologinnen und Theologen.
2020 folgten im Hinblick auf den Bekenntnisstand 20 der damals 47 unierten Kirchengemeinden dem lutherischen Katechismus und 25 dem Heidelberger Katechismus; zwei waren Unionsgemeinden. Im Kirchenkreis standen 81 evangelische Kirchen und drei Gemeindezentren zur Verfügung, zudem 62 Gemeindehäuser und 29 Pfarrhäuser. Mehr als 30 Kirchen stammen noch aus mittelalterlicher Zeit, hinzu kommen gut 20 Barockkirchen und ein Dutzend aus dem 19. Jahrhundert. 14 Kirchen wurden im 20. Jahrhundert gebaut. Etwa 70 der Kirchen sind hessische Kulturdenkmäler.

## Gemeinden
| Kirchengemeinde(n)                                                  | Kirche                            | Verbindung | Bild | Bauzeit                      | Kommune       |
| ------------------------------------------------------------------- | --------------------------------- | --- | ---- | ---------------------------- | ------------- |
| Albshausen-Steindorf und Oberbiel-Niederbiel                        | Ev. Kirche Albshausen             | Albshausen, Niederbiel und Steindorf waren bis 1932 nach Oberbiel eingepfarrt. Nach Auflösung des Kirchspiels zum 1. April 1932 blieb die pfarramtliche Verbindung zwischen den Kirchengemeinden Albshausen und Steindorf bestehen, die dann zu einer eigenständigen Pfarrei erhoben wurden; Niederbiel wurde eine selbstständige Kirchengemeinde. Eine pfarramtliche Verbindung der vier Orte bestand bis 1954. Am 1. April 2021 gingen Niederbiel und Oberbiel eine pfarramtliche Verbindung ein, in die zum 1. Januar 2024 auch Albshausen und Steindorf wieder einbezogen wurden. |      | 1923–1930                    | Solms         |
| Albshausen-Steindorf und Oberbiel-Niederbiel                        | Ev. Kirche Steindorf              | Albshausen, Niederbiel und Steindorf waren bis 1932 nach Oberbiel eingepfarrt. Nach Auflösung des Kirchspiels zum 1. April 1932 blieb die pfarramtliche Verbindung zwischen den Kirchengemeinden Albshausen und Steindorf bestehen, die dann zu einer eigenständigen Pfarrei erhoben wurden; Niederbiel wurde eine selbstständige Kirchengemeinde. Eine pfarramtliche Verbindung der vier Orte bestand bis 1954. Am 1. April 2021 gingen Niederbiel und Oberbiel eine pfarramtliche Verbindung ein, in die zum 1. Januar 2024 auch Albshausen und Steindorf wieder einbezogen wurden. |      | 1701                         | Wetzlar       |
| Albshausen-Steindorf und Oberbiel-Niederbiel                        | Ev. Kirche Niederbiel             | Albshausen, Niederbiel und Steindorf waren bis 1932 nach Oberbiel eingepfarrt. Nach Auflösung des Kirchspiels zum 1. April 1932 blieb die pfarramtliche Verbindung zwischen den Kirchengemeinden Albshausen und Steindorf bestehen, die dann zu einer eigenständigen Pfarrei erhoben wurden; Niederbiel wurde eine selbstständige Kirchengemeinde. Eine pfarramtliche Verbindung der vier Orte bestand bis 1954. Am 1. April 2021 gingen Niederbiel und Oberbiel eine pfarramtliche Verbindung ein, in die zum 1. Januar 2024 auch Albshausen und Steindorf wieder einbezogen wurden. |      | 13. Jh./ um 1680             | Solms         |
| Albshausen-Steindorf und Oberbiel-Niederbiel                        | Ev. Kirche Oberbiel               | Albshausen, Niederbiel und Steindorf waren bis 1932 nach Oberbiel eingepfarrt. Nach Auflösung des Kirchspiels zum 1. April 1932 blieb die pfarramtliche Verbindung zwischen den Kirchengemeinden Albshausen und Steindorf bestehen, die dann zu einer eigenständigen Pfarrei erhoben wurden; Niederbiel wurde eine selbstständige Kirchengemeinde. Eine pfarramtliche Verbindung der vier Orte bestand bis 1954. Am 1. April 2021 gingen Niederbiel und Oberbiel eine pfarramtliche Verbindung ein, in die zum 1. Januar 2024 auch Albshausen und Steindorf wieder einbezogen wurden. |      | 1784                         | Solms         |
| Altenkirchen                                                        | Dorfgemeinschaftshaus Ahrdt       | Ahrdt, Bellersdorf, Bermoll, Mudersbach und Oberlemp bilden in dieser Form seit 1827 ein Kirchspiel. |      | 1901                         | Hohenahr      |
| Altenkirchen                                                        | Ev. Kirche Altenkirchen           | Ahrdt, Bellersdorf, Bermoll, Mudersbach und Oberlemp bilden in dieser Form seit 1827 ein Kirchspiel. |      | romanisch/ 1812–1813         | Hohenahr      |
| Altenkirchen                                                        | Ev. Kirche Bellersdorf            | Ahrdt, Bellersdorf, Bermoll, Mudersbach und Oberlemp bilden in dieser Form seit 1827 ein Kirchspiel. |      | 1970er                       | Mittenaar     |
| Altenkirchen                                                        | Ev. Kirche Bermoll                | Ahrdt, Bellersdorf, Bermoll, Mudersbach und Oberlemp bilden in dieser Form seit 1827 ein Kirchspiel. |      | 1847                         | Aßlar         |
| Altenkirchen                                                        | Ev. Kirche Mudersbach             | Ahrdt, Bellersdorf, Bermoll, Mudersbach und Oberlemp bilden in dieser Form seit 1827 ein Kirchspiel. |      | 1870er                       | Hohenahr      |
| Altenkirchen                                                        | Ev. Kirche Oberlemp               | Ahrdt, Bellersdorf, Bermoll, Mudersbach und Oberlemp bilden in dieser Form seit 1827 ein Kirchspiel. |      | 1855                         | Aßlar         |
| Am Solmsbach                                                        | Ev. Kirche Burgsolms              | Seit dem Mittelalter gemeinsames Kirchspiel. Zum 1. Januar 2024 fusioniert. |      | 1883–1884                    | Solms         |
| Am Solmsbach                                                        | Ev. Kirche Oberndorf              | Seit dem Mittelalter gemeinsames Kirchspiel. Zum 1. Januar 2024 fusioniert. |      | mittelalterlich              | Solms         |
| Aßlar                                                               | Ev. Kirche Aßlar                  | 2020–2023 bestand eine pfarramtliche Verbindung zwischen Blasbach und der evangelischen Kirchengemeinde Aßlar (Bezirk 2). |      | romanisch                    | Aßlar         |
| Biskirchen                                                          | Ev. Kirche Biskirchen             | seit mittelalterlicher Zeit ein Kirchspiel |      | 1868–1870                    | Leun          |
| Biskirchen                                                          | Ev. Kirche Bissenberg             | seit mittelalterlicher Zeit ein Kirchspiel |      | spätromanisch/ 1723–1726     | Leun          |
| Biskirchen                                                          | Ev. Kirche Stockhausen            | seit mittelalterlicher Zeit ein Kirchspiel |      | 1955–1956                    | Leun          |
| Bonbaden-Neukirchen-Schwalbach                                      | Ev. Kirche Bonbaden               | In nachreformatorischer Zeit waren die drei Kirchengemeinden nach Bonbaden eingepfarrt. Neukirchen wurde 1976 aus dem Bonbadener Kirchspiel ausgegliedert und Oberndorf zugeschlagen, im Jahr 2004 aber wieder mit Bonbaden und Schwalbach verbunden. 2020 fusionierten die drei Kirchengemeinden. |      | spätromanisch                | Braunfels     |
| Bonbaden-Neukirchen-Schwalbach                                      | Ev. Kirche Neukirchen             | In nachreformatorischer Zeit waren die drei Kirchengemeinden nach Bonbaden eingepfarrt. Neukirchen wurde 1976 aus dem Bonbadener Kirchspiel ausgegliedert und Oberndorf zugeschlagen, im Jahr 2004 aber wieder mit Bonbaden und Schwalbach verbunden. 2020 fusionierten die drei Kirchengemeinden. |      | 1956                         | Braunfels     |
| Bonbaden-Neukirchen-Schwalbach                                      | Ev. Kirche Schwalbach             | In nachreformatorischer Zeit waren die drei Kirchengemeinden nach Bonbaden eingepfarrt. Neukirchen wurde 1976 aus dem Bonbadener Kirchspiel ausgegliedert und Oberndorf zugeschlagen, im Jahr 2004 aber wieder mit Bonbaden und Schwalbach verbunden. 2020 fusionierten die drei Kirchengemeinden. |      | 1763–1767                    | Schöffengrund |
| Braunfels                                                           | Friedenskirche                    | drei Kirchen; St. Georgen war bis 1583 Pfarrkirche und wurde dann zur Friedhofskirche. Seit 1980 dient die Friedenskirche als Hauptkirche von Braunfels. |      | 1980                         | Braunfels     |
| Braunfels                                                           | Schlosskirche                     | drei Kirchen; St. Georgen war bis 1583 Pfarrkirche und wurde dann zur Friedhofskirche. Seit 1980 dient die Friedenskirche als Hauptkirche von Braunfels. |      | Ende 15. Jh.                 | Braunfels     |
| Braunfels                                                           | St. Georgen                       | drei Kirchen; St. Georgen war bis 1583 Pfarrkirche und wurde dann zur Friedhofskirche. Seit 1980 dient die Friedenskirche als Hauptkirche von Braunfels. |      | spätromanisch                | Braunfels     |
| Dorlar und Atzbach                                                  | Ev. Kirche Dorlar                 | Pfarramtliche Verbindung, bis 1600er Jahre war Dorlar Mutterkirche von Atzbach, Naunheim und Waldgirmes. |      | 13. Jh.                      | Lahnau        |
| Dorlar und Atzbach                                                  | Ev. Kirche Atzbach                | Pfarramtliche Verbindung, bis 1600er Jahre war Dorlar Mutterkirche von Atzbach, Naunheim und Waldgirmes. |      | 1767                         | Lahnau        |
| Ebersgöns und Kleebachtal                                           | Ev. Kirche Ebersgöns              | Zum 1. Januar 2021 fusionierten die pfarramtlich verbundenen Gemeinden Dornholzhausen und Niederkleen zusammen mit Oberkleen zur Kirchengemeinde Kleebachtal. Ebersgöns, das mit Oberkleen seit 1963 pfarramtlich verbunden war, bildet seitdem eine eigene Kirchengemeinde, die mit der Gemeinde Kleebachtal pfarramtlich verbunden ist. |      | 13. Jh.                      | Butzbach      |
| Ebersgöns und Kleebachtal                                           | Ev. Kirche Dornholzhausen         | Zum 1. Januar 2021 fusionierten die pfarramtlich verbundenen Gemeinden Dornholzhausen und Niederkleen zusammen mit Oberkleen zur Kirchengemeinde Kleebachtal. Ebersgöns, das mit Oberkleen seit 1963 pfarramtlich verbunden war, bildet seitdem eine eigene Kirchengemeinde, die mit der Gemeinde Kleebachtal pfarramtlich verbunden ist. |      | 1717                         | Langgöns      |
| Ebersgöns und Kleebachtal                                           | Ev. Kirche Niederkleen            | Zum 1. Januar 2021 fusionierten die pfarramtlich verbundenen Gemeinden Dornholzhausen und Niederkleen zusammen mit Oberkleen zur Kirchengemeinde Kleebachtal. Ebersgöns, das mit Oberkleen seit 1963 pfarramtlich verbunden war, bildet seitdem eine eigene Kirchengemeinde, die mit der Gemeinde Kleebachtal pfarramtlich verbunden ist. |      | 1728                         | Langgöns      |
| Ebersgöns und Kleebachtal                                           | St. Michaelis Oberkleen           | Zum 1. Januar 2021 fusionierten die pfarramtlich verbundenen Gemeinden Dornholzhausen und Niederkleen zusammen mit Oberkleen zur Kirchengemeinde Kleebachtal. Ebersgöns, das mit Oberkleen seit 1963 pfarramtlich verbunden war, bildet seitdem eine eigene Kirchengemeinde, die mit der Gemeinde Kleebachtal pfarramtlich verbunden ist. |      | 15. Jh./1770                 | Langgöns      |
| Ehringshausen-Dillheim und Kölschhausen                             | Gemeindehaus Ehringshausen        | Ehringshausen und Dillheim sind zu einer Kirchengemeinde fusioniert. Die 5 Orte Bechlingen, Breitenbach, Dreisbach, Kölschhausen und Niederlemp wurden 1568 von Dillheim abgetrennt und bilden seitdem ein Kirchspiel Kölschhausen, das seit dem 1. Juli 2020 mit Ehringshausen-Dillheim pfarramtlich verbunden ist. In Breitenbach wird das Dorfgemeinschaftshaus für Gottesdienste genutzt. |      | 1968                         | Ehringshausen |
| Ehringshausen-Dillheim und Kölschhausen                             | Jesus-Christus-Kirche Dillheim    | Ehringshausen und Dillheim sind zu einer Kirchengemeinde fusioniert. Die 5 Orte Bechlingen, Breitenbach, Dreisbach, Kölschhausen und Niederlemp wurden 1568 von Dillheim abgetrennt und bilden seitdem ein Kirchspiel Kölschhausen, das seit dem 1. Juli 2020 mit Ehringshausen-Dillheim pfarramtlich verbunden ist. In Breitenbach wird das Dorfgemeinschaftshaus für Gottesdienste genutzt. |      | 1864–1866                    | Ehringshausen |
| Ehringshausen-Dillheim und Kölschhausen                             | Ev. Kirche Bechlingen             | Ehringshausen und Dillheim sind zu einer Kirchengemeinde fusioniert. Die 5 Orte Bechlingen, Breitenbach, Dreisbach, Kölschhausen und Niederlemp wurden 1568 von Dillheim abgetrennt und bilden seitdem ein Kirchspiel Kölschhausen, das seit dem 1. Juli 2020 mit Ehringshausen-Dillheim pfarramtlich verbunden ist. In Breitenbach wird das Dorfgemeinschaftshaus für Gottesdienste genutzt. |      | mittelalterlich              | Aßlar         |
| Ehringshausen-Dillheim und Kölschhausen                             | Dorfgemeinschaftshaus Breitenbach | Ehringshausen und Dillheim sind zu einer Kirchengemeinde fusioniert. Die 5 Orte Bechlingen, Breitenbach, Dreisbach, Kölschhausen und Niederlemp wurden 1568 von Dillheim abgetrennt und bilden seitdem ein Kirchspiel Kölschhausen, das seit dem 1. Juli 2020 mit Ehringshausen-Dillheim pfarramtlich verbunden ist. In Breitenbach wird das Dorfgemeinschaftshaus für Gottesdienste genutzt. |      | 1951                         | Ehringshausen |
| Ehringshausen-Dillheim und Kölschhausen                             | Ev. Kirche Dreisbach              | Ehringshausen und Dillheim sind zu einer Kirchengemeinde fusioniert. Die 5 Orte Bechlingen, Breitenbach, Dreisbach, Kölschhausen und Niederlemp wurden 1568 von Dillheim abgetrennt und bilden seitdem ein Kirchspiel Kölschhausen, das seit dem 1. Juli 2020 mit Ehringshausen-Dillheim pfarramtlich verbunden ist. In Breitenbach wird das Dorfgemeinschaftshaus für Gottesdienste genutzt. |      | um 1700                      | Ehringshausen |
| Ehringshausen-Dillheim und Kölschhausen                             | Ev. Kirche Kölschhausen           | Ehringshausen und Dillheim sind zu einer Kirchengemeinde fusioniert. Die 5 Orte Bechlingen, Breitenbach, Dreisbach, Kölschhausen und Niederlemp wurden 1568 von Dillheim abgetrennt und bilden seitdem ein Kirchspiel Kölschhausen, das seit dem 1. Juli 2020 mit Ehringshausen-Dillheim pfarramtlich verbunden ist. In Breitenbach wird das Dorfgemeinschaftshaus für Gottesdienste genutzt. |      | frühgotisch                  | Ehringshausen |
| Ehringshausen-Dillheim und Kölschhausen                             | Ev. Kirche Niederlemp             | Ehringshausen und Dillheim sind zu einer Kirchengemeinde fusioniert. Die 5 Orte Bechlingen, Breitenbach, Dreisbach, Kölschhausen und Niederlemp wurden 1568 von Dillheim abgetrennt und bilden seitdem ein Kirchspiel Kölschhausen, das seit dem 1. Juli 2020 mit Ehringshausen-Dillheim pfarramtlich verbunden ist. In Breitenbach wird das Dorfgemeinschaftshaus für Gottesdienste genutzt. |      | spätgotisch                  | Ehringshausen |
| Erda-Großaltenstädten und Hohensolms                                | Ev. Kirche Erda                   | Nach der endgültigen Trennung von Wilsbach im Jahr 1827 wurde Erda mit Großaltenstädten pfarramtlich verbunden. Die beiden Gemeinden fusionierten 1971. Die Pfarrstelle Hohensolms und Blasbach wurde Ende 2019 aufgehoben und die Kirchengemeinde Hohensolms mit Erda-Großaltenstädten pfarramtlich verbunden. |      | gotisch                      | Hohenahr      |
| Erda-Großaltenstädten und Hohensolms                                | Ev. Kirche Großaltenstädten       | Nach der endgültigen Trennung von Wilsbach im Jahr 1827 wurde Erda mit Großaltenstädten pfarramtlich verbunden. Die beiden Gemeinden fusionierten 1971. Die Pfarrstelle Hohensolms und Blasbach wurde Ende 2019 aufgehoben und die Kirchengemeinde Hohensolms mit Erda-Großaltenstädten pfarramtlich verbunden. |      | romanisch/ 1841–1842         | Hohenahr      |
| Erda-Großaltenstädten und Hohensolms                                | Ev. Kirche Hohensolms             | Nach der endgültigen Trennung von Wilsbach im Jahr 1827 wurde Erda mit Großaltenstädten pfarramtlich verbunden. Die beiden Gemeinden fusionierten 1971. Die Pfarrstelle Hohensolms und Blasbach wurde Ende 2019 aufgehoben und die Kirchengemeinde Hohensolms mit Erda-Großaltenstädten pfarramtlich verbunden. |      | 1448                         | Hohenahr      |
| Evangelische Trinitatisgemeinde                                     | Ev. Kirche Katzenfurt             | 1959 wurde Katzenfurt, das bisher zum Kirchspiel Dillheim gehörte, zur selbstständigen Pfarrei erhoben und pfarramtlich mit der Kirchengemeinde Daubhausen verbunden. Zum 1. Januar 2024 fusionierten beide Gemeinden. |      | 13. Jh./1964–1965            | Ehringshausen |
| Evangelische Trinitatisgemeinde                                     | Ev. Kirche Daubhausen             | 1959 wurde Katzenfurt, das bisher zum Kirchspiel Dillheim gehörte, zur selbstständigen Pfarrei erhoben und pfarramtlich mit der Kirchengemeinde Daubhausen verbunden. Zum 1. Januar 2024 fusionierten beide Gemeinden. |      | 1685–1710                    | Ehringshausen |
| Evangelische Trinitatisgemeinde                                     | Gemeindehaus Greifenthal          | 1959 wurde Katzenfurt, das bisher zum Kirchspiel Dillheim gehörte, zur selbstständigen Pfarrei erhoben und pfarramtlich mit der Kirchengemeinde Daubhausen verbunden. Zum 1. Januar 2024 fusionierten beide Gemeinden. |      | 1891                         | Ehringshausen |
| Greifenstein-Edingen                                                | Schlosskirche Greifenstein        | pfarramtlich verbunden |      | 1448–1476/ 1681–1702         | Greifenstein  |
| Greifenstein-Edingen                                                | Ev. Kirche Edingen                | pfarramtlich verbunden |      | 1745                         | Sinn          |
| Hochelheim-Hörnheim                                                 | Ev. Kirche Hochelheim             | 1970 pfarramtliche Verbindung und 2008 Fusion |      | 1905–1906                    | Hüttenberg    |
| Hochelheim-Hörnheim                                                 | Ev. Kirche Hörnsheim              | 1970 pfarramtliche Verbindung und 2008 Fusion |      | spätgotisch                  | Hüttenberg    |
| Leun und Tiefenbach                                                 | Ev. Kirche Leun                   | pfarramtlich verbunden |      | mittelalterlich              | Leun          |
| Leun und Tiefenbach                                                 | Ev. Kirche Tiefenbach             | pfarramtlich verbunden |      | um 1300                      | Leun          |
| Lützellinden und Dutenhofen-Münchholzhausen                         | Ev. Kirche Lützellinden           | Münchholzhausen wechselte 1977 von Braunfels in den Kirchenkreis Wetzlar. Seit 2013 sind Dutenhofen und Münchholzhausen pfarramtlich verbunden und seit 2017 fusioniert und mit Lützellinden pfarramtlich verbunden. |      | 14./15. Jh./ 1893            | Gießen        |
| Lützellinden und Dutenhofen-Münchholzhausen                         | Ev. Kirche Dutenhofen             | Münchholzhausen wechselte 1977 von Braunfels in den Kirchenkreis Wetzlar. Seit 2013 sind Dutenhofen und Münchholzhausen pfarramtlich verbunden und seit 2017 fusioniert und mit Lützellinden pfarramtlich verbunden. |      | 1653–1654/ 1905–1906         | Wetzlar       |
| Lützellinden und Dutenhofen-Münchholzhausen                         | Ev. Kirche Münchholzhausen        | Münchholzhausen wechselte 1977 von Braunfels in den Kirchenkreis Wetzlar. Seit 2013 sind Dutenhofen und Münchholzhausen pfarramtlich verbunden und seit 2017 fusioniert und mit Lützellinden pfarramtlich verbunden. |      | mittelalterlich/ barock/1937 | Wetzlar       |
| Nauborn-Laufdorf                                                    | Ev. Kirche Nauborn                | Nach jahrhundertelanger pfarramtlicher Verbindung fusionierten die beiden Kirchengemeinden am 11. Januar 2020. |      | Ende 11./ 13. Jh.            | Wetzlar       |
| Nauborn-Laufdorf                                                    | Ev. Kirche Laufdorf               | Nach jahrhundertelanger pfarramtlicher Verbindung fusionierten die beiden Kirchengemeinden am 11. Januar 2020. |      | mittelalterlich/ 17. Jh.     | Schöffengrund |
| Niedergirmes und Garbenheim                                         | Christuskirche Niedergirmes       | Beide Orte wurden 2013 kirchenkreisübergreifend pfarramtlich verbunden. |      | 1950                         | Wetzlar       |
| Niedergirmes und Garbenheim                                         | Ev. Kirche Garbenheim             | Beide Orte wurden 2013 kirchenkreisübergreifend pfarramtlich verbunden. |      | 1882–1883                    | Wetzlar       |
| Odenhausen-Salzböden                                                | Ev. Kirche Odenhausen             | Die pfarramtlich verbundenen Kirchengemeinden fusionierten 2017. |      | 11. Jh.                      | Lollar        |
| Odenhausen-Salzböden                                                | Ev. Kirche Salzböden              | Die pfarramtlich verbundenen Kirchengemeinden fusionierten 2017. |      | 13./16. Jh.                  | Lollar        |
| Rechtenbach                                                         | Ev. Kirche Groß-Rechtenbach       | 1970 Fusion der Kirchengemeinden |      | 1638                         | Hüttenberg    |
| Rechtenbach                                                         | Ev. Kirche Klein-Rechtenbach      | 1970 Fusion der Kirchengemeinden |      | 1664                         | Hüttenberg    |
| Ulmtal                                                              | Ev. Kirche Ulm                    | seit dem Mittelalter ein Kirchspiel, die drei Kirchengemeinden wurden am 4. Oktober 1972 aufgehoben und fusionierten zum 1. Januar 1973 zur Kirchengemeinde Ulmtal |      | 1903/1970                    | Greifenstein  |
| Ulmtal                                                              | Ev. Kirche Allendorf              | seit dem Mittelalter ein Kirchspiel, die drei Kirchengemeinden wurden am 4. Oktober 1972 aufgehoben und fusionierten zum 1. Januar 1973 zur Kirchengemeinde Ulmtal |      | spätromanisch/ 1679          | Greifenstein  |
| Ulmtal                                                              | Ev. Kirche Holzhausen             | seit dem Mittelalter ein Kirchspiel, die drei Kirchengemeinden wurden am 4. Oktober 1972 aufgehoben und fusionierten zum 1. Januar 1973 zur Kirchengemeinde Ulmtal |      | gotisch/ 1899                | Greifenstein  |
| Schöffengrund-Waldsolms                                             | Ev. Kirche Kröffelbach            | Seit dem Jahr 2003 ist die evangelische Kirchengemeinde Waldsolms-Nord (Kröffelbach-Kraftsolms-Griedelbach) pfarramtlich mit der Kirchengemeinde Schöffengrund (Niederquembach-Oberquembach-Oberwetz) verbunden. |      | 15./16. Jh., im Kern älter   | Waldsolms     |
| Schöffengrund-Waldsolms                                             | Ev. Kirche Kraftsolms             | Seit dem Jahr 2003 ist die evangelische Kirchengemeinde Waldsolms-Nord (Kröffelbach-Kraftsolms-Griedelbach) pfarramtlich mit der Kirchengemeinde Schöffengrund (Niederquembach-Oberquembach-Oberwetz) verbunden. |      | gotisch                      | Waldsolms     |
| Schöffengrund-Waldsolms                                             | Ev. Kirche Griedelbach            | Seit dem Jahr 2003 ist die evangelische Kirchengemeinde Waldsolms-Nord (Kröffelbach-Kraftsolms-Griedelbach) pfarramtlich mit der Kirchengemeinde Schöffengrund (Niederquembach-Oberquembach-Oberwetz) verbunden. |      | romanisch/ Ende 17. Jh.      | Waldsolms     |
| Schöffengrund-Waldsolms                                             | Ev. Kirche Niederquembach         | Seit dem Jahr 2003 ist die evangelische Kirchengemeinde Waldsolms-Nord (Kröffelbach-Kraftsolms-Griedelbach) pfarramtlich mit der Kirchengemeinde Schöffengrund (Niederquembach-Oberquembach-Oberwetz) verbunden. |      | 1603                         | Schöffengrund |
| Schöffengrund-Waldsolms                                             | Ev. Kirche Oberquembach           | Seit dem Jahr 2003 ist die evangelische Kirchengemeinde Waldsolms-Nord (Kröffelbach-Kraftsolms-Griedelbach) pfarramtlich mit der Kirchengemeinde Schöffengrund (Niederquembach-Oberquembach-Oberwetz) verbunden. |      | 1696                         | Schöffengrund |
| Schöffengrund-Waldsolms                                             | Ev. Kirche Oberwetz               | Seit dem Jahr 2003 ist die evangelische Kirchengemeinde Waldsolms-Nord (Kröffelbach-Kraftsolms-Griedelbach) pfarramtlich mit der Kirchengemeinde Schöffengrund (Niederquembach-Oberquembach-Oberwetz) verbunden. |      | um 1700                      | Schöffengrund |
| Weidenhausen-Volpertshausen-Vollnkirchen und Niederwetz-Reiskirchen | Alte Kirche Weidenhausen          | Die Gemeinden, die vorher pfarramtlich verbunden waren, fusionierten 2015 zu zwei Kirchengemeinden. |      | mittelalterlich              | Hüttenberg    |
| Weidenhausen-Volpertshausen-Vollnkirchen und Niederwetz-Reiskirchen | Ev. Kirche Volpertshausen         | Die Gemeinden, die vorher pfarramtlich verbunden waren, fusionierten 2015 zu zwei Kirchengemeinden. |      | 1965                         | Hüttenberg    |
| Weidenhausen-Volpertshausen-Vollnkirchen und Niederwetz-Reiskirchen | Ev. Kirche Vollnkirchen           | Die Gemeinden, die vorher pfarramtlich verbunden waren, fusionierten 2015 zu zwei Kirchengemeinden. |      | 1957                         | Hüttenberg    |
| Weidenhausen-Volpertshausen-Vollnkirchen und Niederwetz-Reiskirchen | Ev. Kirche Niederwetz             | Die Gemeinden, die vorher pfarramtlich verbunden waren, fusionierten 2015 zu zwei Kirchengemeinden. |      | 1955                         | Schöffengrund |
| Weidenhausen-Volpertshausen-Vollnkirchen und Niederwetz-Reiskirchen | Ev. Kirche Reiskirchen            | Die Gemeinden, die vorher pfarramtlich verbunden waren, fusionierten 2015 zu zwei Kirchengemeinden. |      | 1652                         | Hüttenberg    |
| Werdorf-Berghausen                                                  | Ev. Kirche Werdorf                | pfarramtlich verbunden |      | 1772                         | Aßlar         |
| Werdorf-Berghausen                                                  | Ev. Kirche Berghausen             | pfarramtlich verbunden |      | gotisch/ 1966–1967           | Aßlar         |
| Wettenberg                                                          | Margarethenkirche Krofdorf        | Am 1. Januar 2021 fusionierten die drei evangelischen Kirchengemeinden Krofdorf-Gleiberg, Launsbach und Wißmar zur Kirchengemeinde Wettenberg. |      | 13. Jh./1513                 | Wettenberg    |
| Wettenberg                                                          | Katharinenkirche Gleiberg         | Am 1. Januar 2021 fusionierten die drei evangelischen Kirchengemeinden Krofdorf-Gleiberg, Launsbach und Wißmar zur Kirchengemeinde Wettenberg. |      | zweite Hälfte 14. Jh./ 1621  | Wettenberg    |
| Wettenberg                                                          | Ev. Kirche Launsbach              | Am 1. Januar 2021 fusionierten die drei evangelischen Kirchengemeinden Krofdorf-Gleiberg, Launsbach und Wißmar zur Kirchengemeinde Wettenberg. |      | 15./16. Jh./ 1617–1620       | Wettenberg    |
| Wettenberg                                                          | Ev. Kirche Wißmar                 | Am 1. Januar 2021 fusionierten die drei evangelischen Kirchengemeinden Krofdorf-Gleiberg, Launsbach und Wißmar zur Kirchengemeinde Wettenberg. |      | 1830                         | Wettenberg    |
| Wetzlar und Blasbach                                                | Wetzlarer Dom                     | Wetzlar hat vier Bezirke mit sieben Kirchen und ist seit 2024 pfarramtlich mit Blasbach verbunden. |      | 13.–15. Jh.                  | Wetzlar       |
| Wetzlar und Blasbach                                                | Ev. Kirche Blasbach               | Wetzlar hat vier Bezirke mit sieben Kirchen und ist seit 2024 pfarramtlich mit Blasbach verbunden. |      | 1712–1716                    | Wetzlar       |
| Wetzlar und Blasbach                                                | Gemeindezentrum Dalheim           | Wetzlar hat vier Bezirke mit sieben Kirchen und ist seit 2024 pfarramtlich mit Blasbach verbunden. |      | 1970                         | Wetzlar       |
| Wetzlar und Blasbach                                                | Gnadenkirche                      | Wetzlar hat vier Bezirke mit sieben Kirchen und ist seit 2024 pfarramtlich mit Blasbach verbunden. |      | 1955                         | Wetzlar       |
| Wetzlar und Blasbach                                                | Hospitalkirche                    | Wetzlar hat vier Bezirke mit sieben Kirchen und ist seit 2024 pfarramtlich mit Blasbach verbunden. |      | 1755–1764                    | Wetzlar       |
| Wetzlar und Blasbach                                                | Kreuzkirche                       | Wetzlar hat vier Bezirke mit sieben Kirchen und ist seit 2024 pfarramtlich mit Blasbach verbunden. |      | 1957–1959                    | Wetzlar       |
| Wetzlar und Blasbach                                                | Magdalenenkirche                  | Wetzlar hat vier Bezirke mit sieben Kirchen und ist seit 2024 pfarramtlich mit Blasbach verbunden. |      | 1958                         | Wetzlar       |
| Wetzlar und Blasbach                                                | Untere Stadtkirche                | Wetzlar hat vier Bezirke mit sieben Kirchen und ist seit 2024 pfarramtlich mit Blasbach verbunden. |      | 13. Jh.                      | Wetzlar       |

## Struktur und Leitung
Oberstes Organ des Kirchenkreises ist die Kreissynode. Der Kreissynodalvorstand ist das gewählte Leitungsgremium und umfasst 17 Mitglieder. Er wird gebildet aus dem Superintendenten als Vorsitzendem, zwei weiteren theologischen Mitgliedern und sechs nicht-theologischen Mitgliedern sowie zwei stellvertretenden theologischen Mitglieder und sechs stellvertretenden nicht-theologischen Mitgliedern. Weil die Superintendentur keine hauptamtliche Stelle ist, bleibt der Superintendent im Nebenamt Pfarrer einer Kirchengemeinde. Allerdings wurde eine Entlastungspfarrstelle eingerichtet. Superintendent ist seit September 2020 Pfarrer Hartmut Sitzler (Kröffelbach).
Das Evangelische Kirchenamt hat 30 Mitarbeiter und ist in vier Abteilungen gegliedert: Die Zentralen Dienste sind seit 2021 in die beiden Abteilungen Organisation & Liegenschaften und Personal aufgeteilt. Die Abteilung Finanzen und Wirtschaft ist für die Bereiche Haushalt mit Jahresabschluss und Finanzverwaltung zuständig. Die Superintendentur bildet die vierte Abteilung.

### Superintendenten
Wetzlar
- 1817–1830: Ludwig Alexander Theodor Weinrich
- 1830–1832: Johann Friedrich Nebe
- 1832–1851: Georg August Ludwig Schmidtborn
- 1851–1867: Christian Gottfried Höhne
- 1867–1894: Heinrich Usener
- 1894–1898: Friedrich Wilhelm Röbenacke
- 1898–1911: Gustav Schöler
- 1912–1919: Arthur Geibel
- 1920–1934: Friedrich Karl Wieber
- 1934–1946: Karl Friedrich Wilhelm Schmidt
- 1946–1957: Ulrich Martin Paul Kulke
- 1957–1975: Gustav Biesgen
- 1975–1991: Theodor Preis
- 1991–2005: Rainer Kunick
- 2006–2017: Ute Kannemann
- 2017–2018: Jörg Süß

Braunfels
- 1817–1831: Friedrich Heinrich Denhard
- 1831–1850: Christian Hofmann
- 1850–1855: Johann Leonhard Molly
- 1855–1868: Johann Georg Martin Allmenröder
- 1868–1874: Karl Ferdinand Friedrich Wilhelm Ludwig Castendyck
- 1875–1898: Gottfried Völcker
- 1899–1909: Friedrich August Wieber
- 1909–1914: Hermann Bingel
- 1914–1929: Friedrich Gruhn
- 1929–1936: Jakob Peter Heep
- (1936-)1942–1945: Wilhelm Heller
- 1945–1953: Georg Heinrich Läufers
- 1953–1980: Ernst Heinrich Küppers
- 1980–1997: Dieter Abel
- 1997–2018: Roland Rust

Kirchenkreis an Lahn und Dill
- 2019–2020: Roland Rust, Jörg Süß (Vorsitzende des „Bevollmächtigten-Ausschusses“)
- 2020−0000: Hartmut Sitzler